# Sarcodon excentricus
Sarcodon excentricus är en svampart som beskrevs av Coker & Beers ex R.E. Baird 1985. Sarcodon excentricus ingår i släktet Sarcodon och familjen Bankeraceae.   Inga underarter finns listade i Catalogue of Life.